# Cyphodesmus trifidus
Cyphodesmus trifidus är en mångfotingart som först beskrevs av Filippo Silvestri 1910.  Cyphodesmus trifidus ingår i släktet Cyphodesmus och familjen Sphaeriodesmidae. Inga underarter finns listade i Catalogue of Life.